# Sarah Biasini
Sarah Magdalena Biasini (Gassin, 21 de julho de 1977) é uma atriz francesa, filha da atriz Romy Schneider e seu segundo marido Daniel Biasini.

## Biografia
Sarah Biasini é filha do assessor de imprensa Daniel Biasini e da atriz Romy Schneider. Ela vem de uma família com longa tradição artística. Uma de suas bisavós maternas, Rosa (Retty então Albach-Retty), era residente do Burgtheater. Rosa, que morreu aos 105 anos em 1980, casou-se com Karl Albach, oficial do Exército Imperial Austro-Húngaro. Este último renuncia à carreira militar, tornando-se posteriormente advogado e depois ator. O casal teve um filho, Wolf Albach-Retty, que se tornou ator. Em 1937 casou-se com a atriz alemã Magda Schneider, nascida em Augsburg, na Suábia. Eles são pais de Romy Schneider, mãe de Sarah Biasini.
Depois de estudar história da arte, Sarah Biasini passou dois anos em Los Angeles, onde teve aulas no Actors Studio, fundado por Lee Strasberg. Em 2004, ela estrelou o telefilme Julie, chevalier de Maupin, ao lado de Pierre Arditi.
Em 2017 ela anunciou que estava esperando o seu primeiro filho. Em 11 de fevereiro de 2018, Sarah Biasini deu à luz uma filha chamada Anna. Em Janeiro de 2021, ela publicou seu primeiro romance La Beauté du ciel.

## Filmografia

### Cinema
- 2004: Printemps de Vie (curta-metragem)
- 2005: Mon petit doigt m'a dit... ... Marie-Christine
- 2005: Recon
- 2007: Le Bal des actrices]]
- 2009: Un homme et son chien ... jovem do SPA
- 2009: Blind test ... Joyce
- 2011: Une vie de chien (curta-metragem) ... Julie
- 2012: Shakki (curta-metragem) ... Mme X.
- 2012: Dors mon lapin ... Claire
- 2012: Associés contre le crime... Marie-Christine

### Televisão
- 2004: Julie, chevalier de Maupin ... Julie
- 2006: Nous nous sommes tant haïs ... Marie Destrade
- 2009: Suite noire ... Julie Pelletier
- 2011: Le Temps du silence  ... Julie
- 2014: Le Général du Roi ... Marie-Anne
- 2014: Couleur locale ... Charlotte